# Oh Sang-uk
Oh Sang-uk (koreanisch 오상욱; * 30. September 1996 in Daejeon) ist ein südkoreanischer Säbelfechter.

## Erfolge
Oh Sang-uk wurde viermal in Folge mit der südkoreanischen Equipe Weltmeister: 2017 in Leipzig, 2018 in Wuxi, 2019 in Budapest und 2022 in Kairo. 2019 wurde er außerdem auch im Einzel Weltmeister. Bei Asienspielen sicherte er sich 2018 in Jakarta mit der Mannschaft ebenfalls Gold, während er im Einzel nach einer Finalniederlage gegen seinen Landsmann Gu Bon-gil Silber erfocht. Viermal gewann Oh den Titel bei Asienmeisterschaften, davon jeweils 2016 in Wuxi, 2017 in Hongkong und 2019 in Tokio mit der Mannschaft, sowie 2019 auch im Einzel. Hinzu kommt eine Bronzemedaille mit der Mannschaft 2018 in Bangkok. Bei den 2021 ausgetragenen Olympischen Spielen 2020 in Tokio gewann Oh mit der Mannschaft die Goldmedaille und wurde Olympiasieger. Bei den 2023 ausgetragenen Asienspielen 2022 in Hangzhou gewann er sowohl im Einzel als auch mit der Mannschaft die Goldmedaille. Letzteres konnte er 2024 sowohl bei den Asienmeisterschaften in Kuwait als auch bei den Olympischen Spielen in Paris wiederholen. In der Einzelkonkurrenz erreichte er nach drei Siegen das Halbfinale, in dem er Luigi Samele mit 15:5 bezwang. Im Gefecht um Gold besiegte er mit 15:11 auch Farès Ferjani und wurde damit erstmals auch Olympiasieger im Einzel. Im Mannschaftswettbewerb bezwang er mit Gu Bon-gil, Park Sang-won und Do Gyeong-dong im ersten Gefecht Kanada mit 45:33. Auch das Halbfinale gegen Frankreich wurde mit 45:39 gewonnen, sodass die Südkoreaner ins Finale gegen Ungarn einzogen. Mit 45:41 bezwangen sie die ungarische Équipe und gewannen damit wie schon bei den letzten Olympischen Spielen die Goldmedaille.